# Lubuk Rengas
Lubuk Rengas is een bestuurslaag in het regentschap Banyuasin van de provincie Zuid-Sumatra, Indonesië. Lubuk Rengas telt 1821 inwoners (volkstelling 2010).